# Frieseinae
Frieseinae zijn een onderfamilie van springstaarten binnen de familie van Neanuridae. De onderfamilie telt 6 geslachten en 186 soorten.

## Geslachten
- Friesea - von Dalla Torre, 1895 (176 soorten)
- Gisinea - Massoud, Z, 1965 (2 soorten)
- Halofriesea - Yoshii & Sawada, 1997 (2 soorten)
- Promorulina - Cassagnau, 1997 (2 soorten)
- Pseudocolonavis (1 soort)
- Tremoisea - Cassagnau, 1973 (3 soorten)